# モハン・シャムシェル・ジャンガ・バハドゥル・ラナ

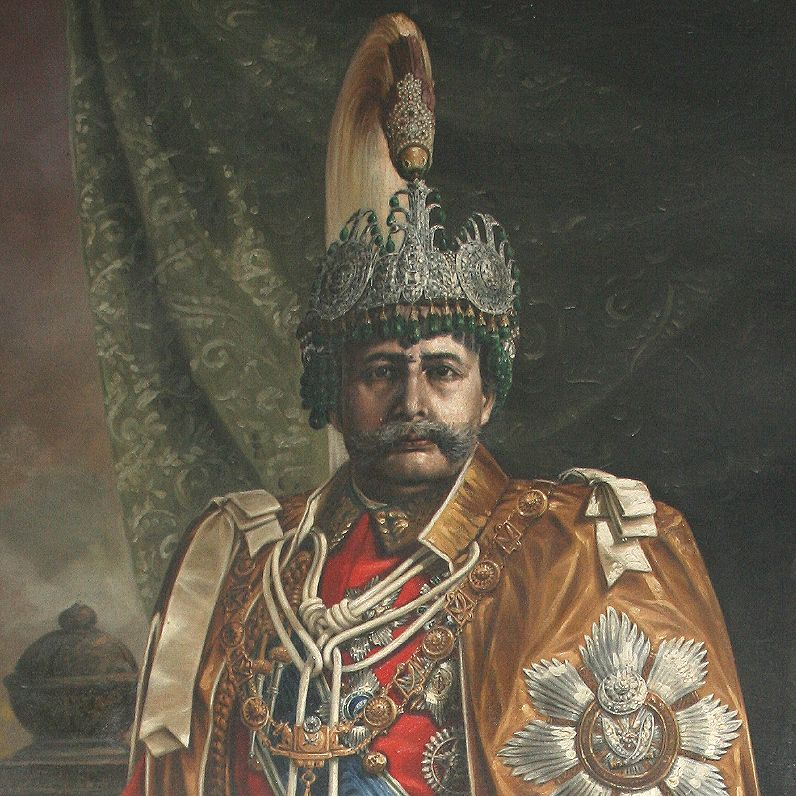
モハン・シャムシェル・ジャンガ・バハドゥル・ラナ

モハン・シャムシェル・ジャンガ・バハドゥル・ラナ（英語: Mohan Shamsher Jang Bahadur Rana、ネパール語: मोहन समसेर जङ्गबहादुर राणा、1885年12月23日 - 1967年7月6日）は、ネパール王国の政治家、同国首相、外務大臣。
1948年4月30日から1951年11月12日まで首相を務め、その退任をもってラナ宰相家による独裁政権は終焉を迎えた。

## 生涯
1885年12月23日、チャンドラ・シャムシェル・ジャンガ・バハドゥル・ラナの長男として生まれた。
1948年4月30日、モハンと弟ババルの圧力もあって、従兄弟パドマは首相を辞任し、モハンが首相の座に就いた。
だが、モハンは先代より激化していた反ラナ派のネパール人活動家の闘争に直面した。彼らはラナ家統治の排除、そしてラナ家の下で傀儡となっている国王を立憲君主とする人民政府の樹立を目指していた。
モハンは保守派であり、彼らに苛烈な弾圧を加えた。彼はネパール国民会議派の結成を違法とし活動を禁止にしたばかりか、法律によって国民の基本的人権を抹殺し、結社の設立も禁止した。だが、それでも反ラナ派の人々を抑えることはできなかった。
1950年になると、ネパール会議派はネパール国内において武力革命を行うことを決定した。加えて、同年11月6日に国王トリブバンが家族を連れてインド大使館へと避難し、そこからインドのデリーへと亡命した。モハンは取り残された4歳の孫ギャネンドラを議員258名の署名を得て国王に祭り上げ、即位式も行ったが、周辺諸国からは認められず徒労に終わった。
かくして、ネパール会議派はミャンマーから調達した武器を以て、武力闘争に入った。各地を次々に制圧して人民政府を樹立し、12月までに国土の半分近くが支配下にはいった。
モハンは事態の収集ができなくなり、インド政府に仲介を求めた。そして、その仲介により、モハンは国王に全権を委譲すること、ラナ派と会議派で連立内閣を組むことが定められた。トリブバンはカトマンズに戻り、11月12日に10名の閣僚からなる暫定内閣が成立した。モハンは暫定内閣において首相の地位を保持したものの、会議派との連立内閣が成立したことにより、この時点でラナ専制時代は終わりを告げた。
だが、モハンはラナ専制統治を諦めてはおらず、巻き返しを図って会議派のビシュエシュワル・プラサード・コイララの暗殺を謀った。だが、この暗殺は失敗し、同年12月14日にモハンはインドに亡命した。
1967年 7月6日、モハンはバンガロール市で死去した。81歳。